# Serenade (Strauss)

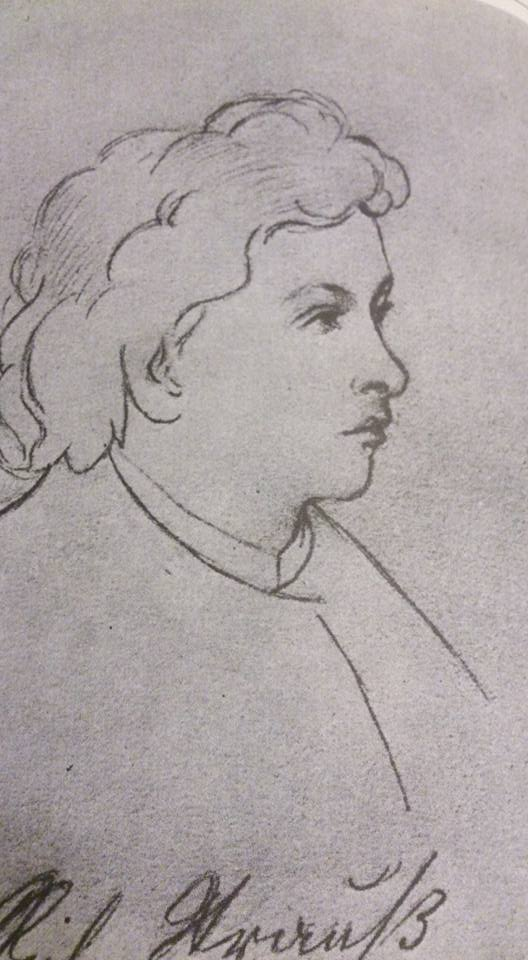
Richard Strauss 1880, Zeichnung eines Freundes der Familie

Die 1881 entstandene Serenade in Es-Dur op. 7 ist eine Komposition für 13 Bläser des damals 17-jährigen Richard Strauss (1864–1949), die 1882 uraufgeführt wurde.

## Entstehung und Uraufführung
Richard Strauss vollendete seine Serenade noch als Schüler im Alter von 17 Jahren am 11. November 1881. Vorangegangen waren u. a. bereits etliche Liedkompositionen, das  Streichquartett op. 2, die Klaviersonate op. 5 und eine Sinfonie in d-Moll.
Das Werk ist Friedrich Wilhelm Meyer gewidmet, der Strauss seit 1875 in Tonsatz unterrichtet hatte. Die Uraufführung – Strauss hatte unterdessen ein Universitätsstudium begonnen – fand am 27. November 1882 im Dresdner Tonkünstlerverein durch Bläser der Hofkapelle unter der Leitung von Franz Wüllner statt. Der auf die Serenade aufmerksam gemachte Hans von Bülow übernahm das Ende 1882 im Musikverlag Josef Aibl unter der Opuszahl 7 gedruckte Werk im Dezember 1883 ins Programm eines Konzerts mit der Meininger Hofkapelle und ließ es im Rahmen einer Konzerttournee auch in weiteren Städten, so 1884 in Berlin, spielen. 
Die Serenade bildete einen Wendepunkt der Karriere von Richard Strauss: Mit ihr erklang erstmals eines seiner Werke außerhalb seiner Geburtsstadt München, die Zusammenarbeit mit Wüllner sollte sich bei späteren Uraufführungen (Till Eulenspiegel, Don Quixote) fortsetzen, und von Bülows Anerkennung äußerte sich zudem in der Aufforderung an Strauss zur Komposition einer mehrsätzigen Suite für die gleiche Besetzung (die dann die Opuszahl 4 erhielt). 1885 engagierte von Bülow ihn schließlich als Kapellmeister nach Meiningen.
Das Autograph der Serenade befindet sich in der New Yorker Morgan Library & Museum.

## Besetzung und Spieldauer
Die Partitur sieht ein Ensemble aus 13 Blasinstrumenten vor: 2 Flöten, 2 Oboen, 2 Klarinetten, 2 Fagotte, Kontrafagott oder Basstuba sowie 4 Hörner (eher als Kuriosität kann gelten, dass der Schlussakkord noch durch einen Kontrabass verstärkt werden soll).
Die Aufführungsdauer beträgt etwa 10 Minuten.

## Charakterisierung
Musikalisch verarbeitet die Serenade Einflüsse von Mozart und Mendelssohn bis hin zu Brahms. Die Besetzung ist möglicherweise durch Mozarts Gran Partita inspiriert (die allerdings weder Flöten noch Kontrafagott einsetzt), vielleicht auch Brahms‘ Instrumentation des Themas in dessen Haydn-Variationen. Strauss zeigt bereits in diesem Frühwerk Könnerschaft in der Ausnutzung von klanglichen und technischen Möglichkeiten der eingesetzten Blasinstrumente. Bei der Ausformung des melodischen Materials stehen Klangschönheit und gute Durchhörbarkeit im Vordergrund.
Das einsätzige Werk besitzt die Grundtempovorschrift Andante und folgt der Sonatenform mit Exposition (Takt 1 bis 80), Durchführung (Takt 81 bis 121), Reprise (Takt 122 bis 157) und Coda (Takt 158 bis 176).